# Каноббио, Агустин
Агустин Каноббио Гравис (исп. Agustín Canobbio Graviz; род. 1 октября 1998, Монтевидео) — уругвайский футболист, полузащитник клуба «Флуминенсе» и сборной Уругвая. Участник чемпионата мира 2022 года.

## Клубная карьера

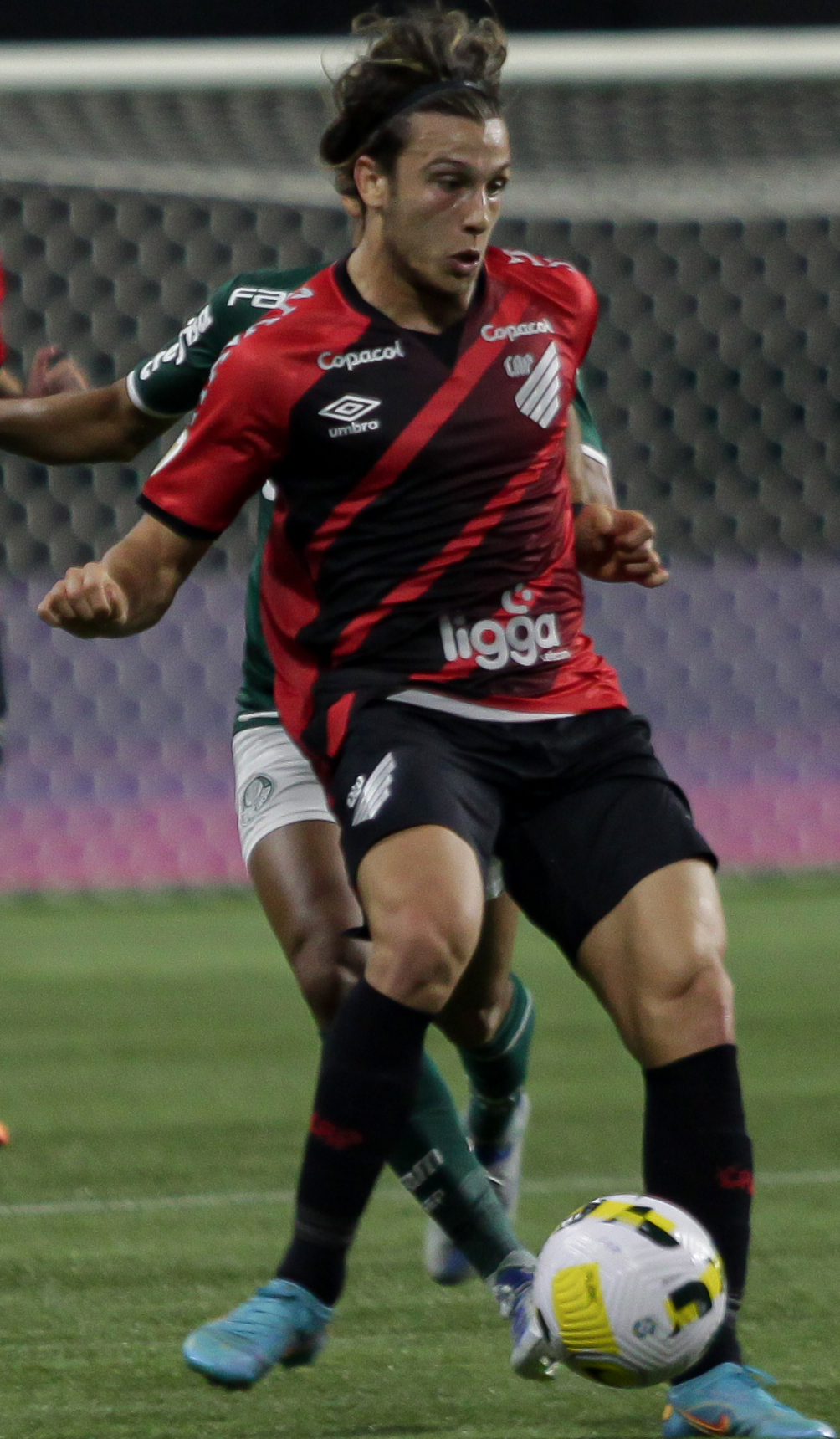
Каннобио в составе «Атлетико Паранаэнсе»

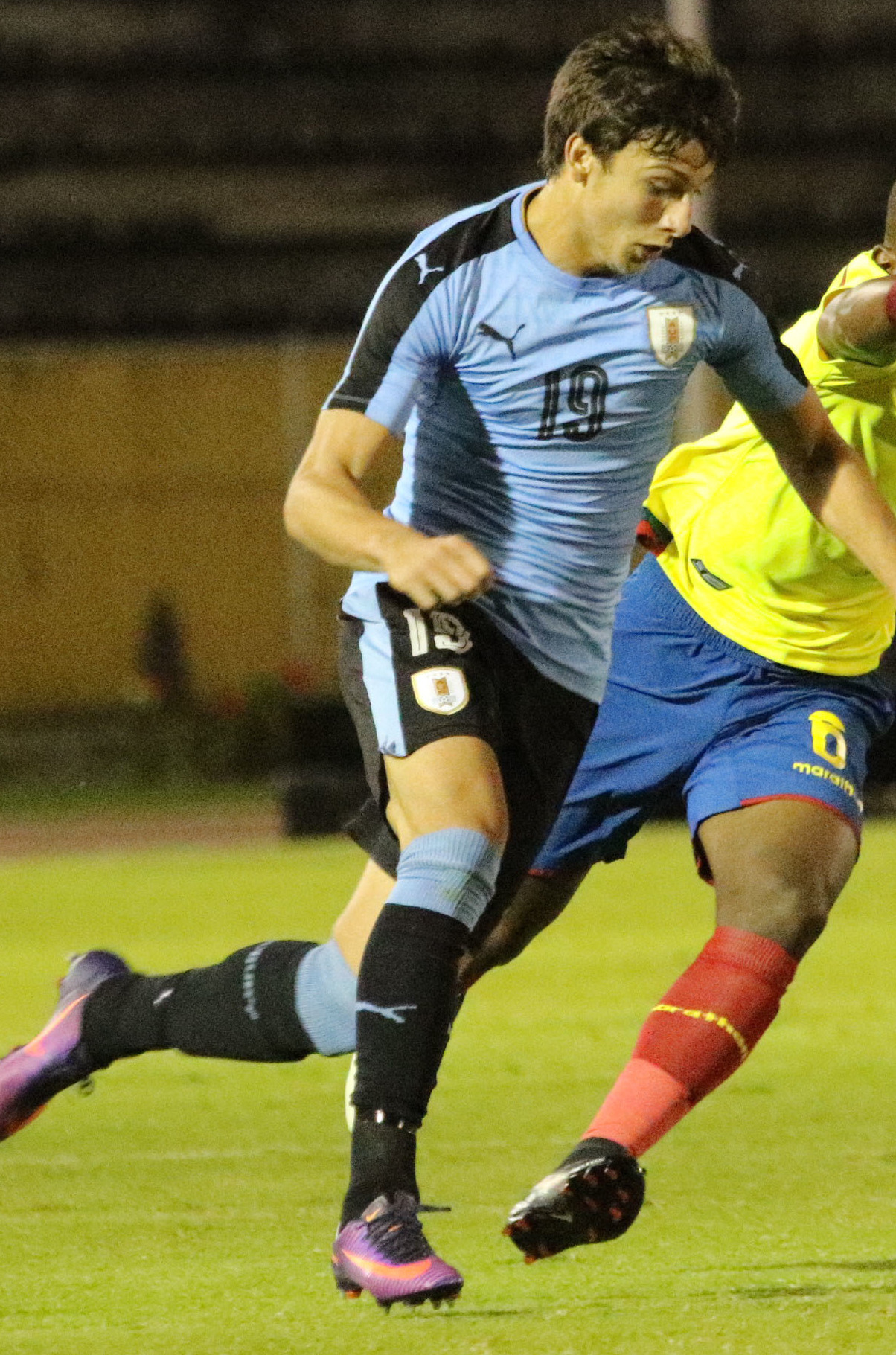
Каннобио в составе сборной Уругвая

Каноббио — воспитанник столичного клуба «Феникс». 30 августа 2016 года в матче против «Серро» он дебютировал в уругвайской Примере. 8 апреля 2017 года в поединке против «Бостон Ривер» Агустин забил свой первый гол за «Феникс».
В начале 2018 года Каноббио перешёл в «Пеньяроль». 27 января в матче за Суперкубок Уругвая против «Насьоналя» он дебютировал за основной состав и стал обладателем первого трофея в составе новой команды. 21 марта в поединке против «Серро» Агустин забил свой первый гол за «Пеньяроль». В своём дебютном сезоне игрок помог команде выиграть чемпионат. 
В 2020 году Каннобио на сезон вернулся в «Феникс», но по его окончании вновь присоединился к «Пеньяролю». В 2021 году он во второй раз стал чемпионом Уругвая. В розыгрыше Южноамериканского кубка против аргентинского «Ривер Плейт», «Коринтианса» и «Насьоналя». В 2022 году Каннобио перешёл в бразильский «Атлетико Паранаэнсе». Сумма трансфера составила 3,9 млн. евро. 14 апреля в матче против «Сан-Паулу» он дебютировал в бразильской Серии A. 19 мая в поединке Кубка Либертадорес против парагвайского «Либертада» Агустин забил свой первый гол за «Атлетико Паранаэнсе». В составе клуба игрок дважды выиграл Лигу Паранаэнсе.

## Международная карьера
В 2017 года Каноббио в составе молодёжной сборной Уругвая выиграл молодёжный чемпионат Южной Америки в Эквадоре. На турнире он сыграл в матчах против команд Перу, Боливии, Колумбии, Бразилии, Эквадора, Венесуэлы и дважды Аргентины.
В том же году Каноббио принял участие в молодёжном чемпионате мира в Республике Корея. На турнире он сыграл в матчах против команд Японии, ЮАР, Саудовской Аравии, Португалии, Венесуэлы и дважды Италии.
27 января 2022 года отборочном матче чемпионата мира 2022 против сборной Парагвая Каннобио дебютировал за сборную Уругвая. 12 сентября 2023 года в отборочном поединке чемпионата мира 2026 против сборной Эквадора Агустин забил свой первый гол за национальную команду. 
В 2022 году Каннобио принял участие в чемпионате мира в Катаре. На турнире он сыграл в матче против сборной Ганы.

### Голы за сборную Уругвая
| #   | Дата             | Место                               | Противник | Результат | Счёт | Соревнование                     |
| --- | ---------------- | ----------------------------------- | --------- | --------- | ---- | -------------------------------- |
| 01. | 12 сентября 2023 | Родриго Пас Дельгадо, Кито, Эквадор | Эквадор   | 0:1       | 2:1  | Чемпионат мира 2026 квалификация |

## Достижения
Командные
 «Пеньяроль»
- Победитель уругвайской Примеры (2): 2018, 2021
- Обладатель Суперкубка Уругвая: 2018

 «Атлетико Паранаэнсе»
- Победитель Лиги Паранаэнсе (2) — 2023, 2024

Международные
 Уругвай (до 20)
- Чемпион Южной Америки среди молодёжи: 2017

Личные
- Футболист года в Уругвае (чемпионат): 2021